# Los Sims 2: ¡de fiesta!
Los Sims 2: ¡De Fiesta! (Accesorios) es el cuarto pack de Accesorios de la saga de Los Sims 2. Incluye unos 60 nuevos objetos sobre las fiestas de cumpleaños y bodas. Este pack fue lanzado el 18 de abril de 2007.

## Novedades
- Ropa al estilo fiesta (trajes de boda) y nuevos arreglos de pelo.

- Nuevas colecciones:

Matrimonio: Aquí hay diversos adornos para la boda perfecta.
Fiesta: Nuevas mesas de buffet, tartas, adornos, columnas, globos y demás preparativos para la fiesta.
Al tratarse de un pack de accesorios, se necesita tener instalado Los Sims 2, Los Sims 2 Edición DVD, Los Sims 2 Edición Navideña o Los Sims 2 Deluxe o bien Los Sims 2 Megaluxe.
- Datos: Q5980369